# 10. rujna
10. rujna (10. 9.) 253. je dan godine po gregorijanskom kalendaru (254. u prijestupnoj godini).
Do kraja godine ima još 112 dana.

## Događaji
- 1823. – Simón Bolívar proglašen je predsjednikom Perua.
- 1898. – Talijanski anarhist Louis Luccheni izveo je u Ženevi atentat na austrijsku caricu Elizabetu
- 1919. – Sporazum u Saint-Germain-en-Layeu, raspad Austro-Ugarske, dogovorene granice novih država
- 1941. – U Oslu su, nakon brojnih štrajkova, njemačke okupacijske snage uvele izvanredno stanje.
- 1942. – U Podgori utemeljena Partizanska ratna mornarica.
- 1944. – Povlačenje njemačkih snaga s otoka Mljeta u Drugom svjetskom ratu
- 1955. – U južnotalijanskoj pokrajini Kalabriji provedena je velika policijska akcija protiv organiziranog kriminala.
- 1959. – U Zagrebu je svečano otvoren Brodarski institut.
- 1962. – U Londonu se 15 članica Commonwealtha izjasnilo protiv pristupanja Velike Britanije Europskoj ekonomskoj zajednici (EEZ).
- 1963. – U Francuskoj je 48-godišnji odvjetnik i lijevi liberal, zastupnik Francois Mitterrand objavio kandidaturu za predsjedničke izbore koji će se održati 19. prosinca.
- 1974. – Portugal je priznao neovisnost svoje zapadnoafričke kolonije Gvineje Bisau.
- 1976. – Na visini od 10.000 m iznad Vrbovca sudarili su se zrakoplovi DC-9 tvrtke Inex-Adria i Trident British Airwaysa. Poginulo je svih 162 putnika i 14 članova posade.
- 1976. – Otmica zrakoplova koju je izvela skupina hrvatskih independista na čelu sa Zvonkom Bušićem.
- 1991. – U Zagrebu je utemeljen Hrvatski olimpijski odbor (HOO).
- 1994. – Papa Ivan Pavao II. prvi put u Hrvatskoj.
- 2002. – Švicarska postala članicom UN-a.

| - 1169. – Aleksije II. Komnen, bizantski car († 1183.) - 1638. – Marija Terezija Španjolska, infanta Španjolske i kraljica Francuske i Navarre († 1683.) - 1659. – Henry Purcell, engleski skladatelj († 1695.) - 1753. – John Soane, engleski arhitekt († 1837.) - 1801. – Marie Laveau, američka voodoo svećenica († 1881.) - 1836. – Joseph Wheeler, američki vojnik i političar († 1906.) - 1841. – Štefan Beéry, svećenik i pisac gradišćanskih Hrvata († 1906.) - 1866. – Jeppe Aakjær, danski književnik († 1930.) - 1885. – Dora Pejačević, hrvatska skladateljica († 1923.) - 1892. – Arthur Holly Compton, američki fizičar († 1962.) - 1894. – Oleksandr Dovženko, ukrajinski filmaš († 1956.) - 1914. – Robert Wise, američki redatelj († 2005.) - 1928. – Jean Vanier, kandski pisac († 2019.) - 1933. – Karl Lagerfeld, njemački modni dizajner († 2019.) - 1934. – Roger Maris, američki igrač baseballa hrvatskog porijekla († 1985.) - 1937. – Jared Diamond, američki znanstvenik - 1964. – Jegor Letov, ruski pjevač († 2008.) - 1974. – Mirko Filipović, hrvatski boksač, kickboksač, K-1 borac, te borac mješovitih borilačkih vještina | - 954. – Luj IV., kralj Francuske (* 920./921.) - 1167. – Matilda, engleska kraljica (* o. 1102.) - 1305. – Nikola Tolentinski, talijanski svećenik i svetac (* 1245.) - 1382. – Ludovik I. Anžuvinac, hrvatsko-ugarski kralj (* 1326.) - 1482. – Federico III. da Montefeltro, urbinski vojvoda (* 1422.) - 1759. – Ferdinand Konščak, hrvatski isusovac i misionar (* 1703.) - 1797. – Mary Wollstonecraft, engleska književnica (* 1759.) - 1833. – Štefan Sijarto slovenski pjesnik i učitelj u Mađarskoj (* 1765./1775.?) - 1898. – Elizabeta, austrijska carica i mađarska kraljica (* 1837.) - 1984. – Ferdinand I., bugarski car (* 1861.) - 1961. – Wolfgang von Trips, njemački automobilist (* 1928.) - 1975. – George Paget Thomson, britanski fizičar (* 1892.) - 1979. – Agostinho Neto, pri predsjednik Angole (* 1922.) - 1983. – Felix Bloch, američki fizičar (* 1905.) - 1985. – Ernst Öpik, estonski astronom i astrofizičar (* 1891.) - 1986. – Ivan Krajačić, hrvatski političar (* 1906.) - 2006. – Tāufaʻāhau Tupou IV., kralj Tonga (* 1918.) - 2016. – Jure Radić, hrvatski političar (* 1953.) |

## Blagdani i spomendani
- Sveti Nikola Tolentinski
- Hrvatski olimpijski dan
- Svjetski dan prevencije samoubojstva

## Vanjske poveznice
|  | Zajednički poslužitelj ima još gradiva o temi 10. rujna |